# Kambang
Kambang ist eine kleine indonesische Insel im Timorarchipel (Kleine Sundainseln). Sie gehört zum Regierungsbezirk (Kabupaten) Kupang in der Provinz Ost-Nusa Tenggara.
Kambang liegt vor der Ostküste der Insel Semau, in der Straße von Semau.